# Leuctra sartorii
Leuctra sartorii är en bäcksländeart som beskrevs av Vinçon och Isabel Pardo 1998. Leuctra sartorii ingår i släktet Leuctra och familjen smalbäcksländor. Inga underarter finns listade i Catalogue of Life.